# Zuid-Ubangi
Zuid-Ubangi is een van de 26 provincies van de Democratische Republiek Congo en ligt in het noordwesten van het land. Zuid-Ubangi meet bijna 52.000 vierkante kilometer en had eind 2005 naar schatting ruim 2,7 miljoen inwoners. Het gebied is genoemd naar de Ubangi-rivier die erdoor loopt. De hoofdstad is Gemena.

## Geschiedenis
In 1912 was Ubangi een van de 22 districten van Belgisch-Kongo. In 1933 maakte het gebied deel uit van de Evenaarsprovincie. Na de onafhankelijkheid werd Ubangi een aparte provincie. Op 1 juli 1966 werd het grondgebied gereorganiseerd. Ubangi ging daarbij terug op in de Evenaarsprovincie.
De constitutie van 2005 regelde een nieuwe indeling van Congo in 26 provincies. Daarmee werd de Evenaarsprovincie opgedeeld in vijf provincies, waaronder Noord- en Zuid-Ubangi. De beoogde ingangsdatum was februari 2009, een datum die ruim werd overschreden. De herindeling ging uiteindelijk pas in juni 2015 in.

## Grenzen
De provincie Zuid-Ubangi deelt een grens met twee buurlanden van Congo:
- Twee prefecturen van de Centraal-Afrikaanse Republiek in het noordwesten (van noord naar zuid):
  - Ombella-M'Poko
  - Lobaye.
- Eén regio van Congo-Brazzaville in het westen:
  - Likouala.

Verder heeft Zuid-Ubangi drie buurprovincies:
- Noord-Ubangi in het noorden
- Mongala zuidoostelijk
- De Evenaarsprovincie in het zuiden.

* = een stadsprovincie